# Nokia 6650 Fold
Nokia 6650 Fold – telefon komórkowy typu smartfon z systemem operacyjnym Symbian, produkcji fińskiej firmy Nokia. Telefon dostępny jest w 2 kolorach obudowy – czarnym i srebrnym.
Znany także pod nazwą Nokia 6650 T-Mobile.

## Najważniejsze cechy i funkcje
- Oparty na systemie Symbian OS 9.3
- Procesor 369 MHz, 64 MB RAM oraz obsługa MIDP 2.0 umożliwia uruchomienie prawdopodobnie każdej aplikacji Java.
- GPS z aGPS
- Dostęp do internetu dzięki połączeniom 3G - HSDPA
- Wyświetlacz dodatkowy TFT
- 3 klawisze dotykowe umożliwiające dostęp do menu zewnętrznego wyświetlacza oraz odtwarzanie muzyki, wykonywanie autoportretów fotograficznych, wyświetlanie wiadomości i dostęp do funkcji połączeń bez otwierania telefonu
- Możliwość rozszerzenia pamięci poprzez karty microSD i microSDHC (Nokia zaleca maksymalnie 4 GB, nieoficjalnie telefon obsługuje karty o większej pojemności)
- Aluminiowa obudowa dostępna w kolorze srebrnym i czarnym
- Funkcja zamiany tekstu na mowę - odczytywanie wiadomości przez telefon
- Wbudowany klient e-mail
- Możliwość operacji na dużych załącznikach - edycje, przeglądanie, wysyłanie, odbieranie

## Łączność
- Obsługa standardu Bluetooth w wersji 2.0 z funkcją Enhanced Data Rate.
- Złącze mini-USB działające z pełną prędkością łącza USB w wersji 2.0.
- Wejście słuchawkowe AV 2.5mm firmy Nokia.

## Nawigacja satelitarna GPS
- wbudowany GPS
- aplikacja lokalizacyjna Nokia Maps
- AGPS

## Muzyka
- Odtwarzacz plików muzycznych
- Radio
- Dyktafon
- Odtwarzane formaty: AAC, AAC+, AMR-NB, AMR-WB, eAAC+, M4A, MIDI Tones (poly 64), Mobile XMF, MP3, MP4, RealAudio 7, 8, 10, SP-MIDI, True tones, WAV, WMA
- Telefon działa ze stereofonicznymi zestawami słuchawkowymi Bluetooth

## Aparat fotograficzny i kamera
- Komórka posiada wbudowany aparat 2 Mpx z czterokrotnym zbliżeniem cyfrowym (zoom)
- Możliwość odtwarzania plików i transmisji strumieniowych w formacie H.264 (MPEG4), 3GPP i RealMedia
- Nagrywanie wideo w formacie H.263 (3GPP) i MPEG4 z jakością 320 x 240 pikseli (QVGA)15 klatek na sekundę
- Połączenia wideo

## Transmisja danych
- GPRS/EGPRS (Klasa A, wieloszczelinowa klasa 32)
- Tryb transmisji podwójnej (DTM), wieloszczelinowa klasa 11 (umożliwia jednoczesne połączenie głosowe i przeglądanie internetu)
- Szybki dostęp z pobieraniem pakietowym (HSDPA) z szybkością do 3,6 Mb/s (3G)
- Lokalna synchronizacja danych za pomocą pakietu Nokia PC Suite

## Dodatkowe funkcje
- Symbian S60 v3
- dotykowe klawisze
- podświetlana w 8 kolorach klawiatura
- wybieranie i komendy głosowe
- dyktafon
- dzwonki mp3, mid, oraz głosowe
- wiadomości SMS oraz MMS (do 300 kB w zależności od sieci)
- słownik T9
- aplikacje Java, gry,
- radio
- klient poczty e-mail, kompatybilny ze sprzedawaną oddzielnie klawiaturą bezprzewodową Nokia
- przeglądarka internetowa Nokia z mini-mapą
- odtwarzacz RealPlayer Media Player i Flash

## Częstotliwość działania
- GSM 850/900/1800/1900
- W-CDMA 850/2100

## W zestawie
- Nokia 6650
- Bateria Nokia BP-4L
- Instrukcja obsługi
- Ulotka dotycząca nawigacji
- Kabel transmisji danych USB Nokia CA-101
- Ładowarka podróżna Nokia AC-4
- Słuchawki stereofoniczne Nokia HS-47
- Karta microSD Nokia MU-22 o pojemności 1 GB

## Bateria
- Nokia (BP-4L) 1500 mAH
- czas rozmów: do 180 min
- czas czuwania:do 350 godz.